# Đội tuyển Fed Cup Kazakhstan
Đội tuyển Fed Cup Kazakhstan đại diện Kazakhstan ở giải đấu quần vợt Fed Cup và được quản lý bởi Liên đoàn Quần vợt Kazakhstan.  Đội hiện tại thi đấu ở Nhóm I khu vực châu Á/châu Đại Dương.

## Lịch sử
Kazakhstan tham dự kì Fed Cup đầu tiên vào năm 1995.  Thành tích tốt nhất của đội là thứ 4 ở Nhóm I khu vực châu Á/châu Đại Dương năm 2011. Trước năm 1993, các vận động viên Kazakh đại diện cho Liên Xô.

## Đội hình hiện tại (2018)
- Yulia Putintseva
- Zarina Diyas
- Gozal Ainitdinova
- Zhibek Kulambayeva